# 美国陆军第36步兵师
美国陆军第36步兵师是美国陆军步兵师，隶属于得克萨斯州陆军国民警卫队。该师于1917年由得克萨斯州和俄克拉荷马州的国民警卫队编成，绰号“孤星师”、“黑豹师”，臂章为燧石箭头上带一个大写的T，其中燧石箭头象征俄克拉荷马州，大写的T象征得克萨斯州。
该师原番号为第15师。第一次世界大战期间，该师改番号为第36师，于1918年7月投入西线战场。在一战结束后不久，于1919年6月解散。
在第二次世界大战时期，该师于1940年11月重建。在珍珠港事件爆发后，该师重命名为第36步兵师。1943年4月前往地中海战区作战，主要参与了意大利战役。1944年8月，被编入美国第六集团军群，在南法进行推进。1945年4月，转移到多瑙河地区。在歐戰勝利日，该师已进至奥地利基茨比厄爾，并俘虏了德军西線總司令格尔德·冯·伦德施泰特。在二战中，该师伤亡近19500人，包括3131人阵亡。
二战结束后，该师隶属至得克萨斯州国民警卫队，在冷战期间架构多次调整。1968年，第36步兵师和得州另一支师级国民警卫队——第49装甲师一起解散并划归至三个旅级单位。1973年，第49装甲师重建。2004年，得州陆军国民警卫队第49装甲师撤编，第49装甲师更名为第36步兵师。